# 1354 Botha
Az 1354 Botha (ideiglenes jelöléssel 1935 GK) a Naprendszer kisbolygóövében található aszteroida. Cyril Jackson fedezte fel 1935. április 3-án, Johannesburgban.